# Diadelia retrospinicollis
Diadelia retrospinicollis är en skalbaggsart som beskrevs av Stefan von Breuning 1962. Diadelia retrospinicollis ingår i släktet Diadelia och familjen långhorningar.
Artens utbredningsområde är Madagaskar. Inga underarter finns listade i Catalogue of Life.